# Stachys glutinosa
Épiaire poisseuse
Espèce
L'Épiaire poisseuse (Stachys glutinosa) est une espèce de sous-arbrisseaux de la famille des Lamiacées présente dans l'aire méditerranéenne.